# Robert John Bardo
Robert John Bardo, född 2 januari 1970 i Tucson, Arizona, är en livstidsdömd amerikansk stalker och mördare, mest känd för att den 18 juli 1989 ha skjutit ihjäl skådespelerskan Rebecca Schaeffer efter att ha förföljt henne under en lång tid.
Bardo började förfölja Schaeffer efter att ha förföljt Samantha Smith tills hon dog 1985 i en flygplanskrasch.